# Ладислав Павлович
Ладислав Павлович, (чеш. Ladislav Pavlovič; Прешов, 8. април 1926 — Прешов, 28. јануар 2013) био је словачки фудбалер, чехословачки репрезентативац. Освајач је бронзане медаље на Европском првенству у фудбалу 1960. Његов брат, Рудолф Павлович, је такође био фудбалер. 
За репрезентацију Чехословачке одиграо је 14 утакмица и постигао 2 гола. Дебитовао је 14. септембра 1952, у пријатељској утакмици против репрезентације Пољске (2-2). Два пута је био најбољи стрелац прве лиге Чехословачке (1960/61 и 1963/64). У сезони 1963/64, са 38 година, постао је најстарији играч историји лиге. Одиграо је 347 првенствених утакмица и на њима постигао 165 голова, што га сврстава међу најбоље стрелце у историји лиге. Већину каријере играо је за ФК Татран Прешов (309 наступа, 152 гола) због чега је један од највећих легенди клуба. Обавезни војни рок провео је играјући за ЧХ Братиславу (будући ФК Интер Дубравка Братислава) за који је постигао 13 голова. Бавио се и хокејем на леду и наступао за хокејашки клуб Татран Прешов. Последњу утакмицу одиграо је као 40-годишњак 11. маја 1966.  По окончању играчке каријере радио је као омладински тренер, а такође је учествовао у покретању женског фудбала у Прешову. Омладински фудбалски турнир у прешову назван је у његову част - "Куп Ладислава Павловича". Добитник је низа спортских награда за свој фудбалски рад.

## Лигашки учинак
| Сезона                       | Утакмица | Голова | Клуб             |
| ---------------------------- | -------- | ------ | ---------------- |
| 1. чехословачка лига 1950    | 26       | 6      | ФК Татран Прешов |
| 1. чехословачка лига 1951    | 20       | 5      | ФК Татран Прешов |
| 1. чехословачка лига 1952    | 26       | 18     | ФК Татран Прешов |
| 1. чехословачка лига 1953    | 10       | 3      | ФК Татран Прешов |
| 1. чехословачка лига 1954    | 20       | 4      | ЧХ Братислава    |
| 1. чехословачка лига 1955    | 18       | 9      | ЧХ Братислава    |
| 1. чехословачка лига 1956    | 19       | 13     | ФК Татран Прешов |
| 1. чехословачка лига 1957/58 | 32       | 12     | ФК Татран Прешов |
| 1. чехословачка лига 1958/59 | 26       | 17     | ФК Татран Прешов |
| 1. чехословачка лига 1959/60 | 25       | 17     | ФК Татран Прешов |
| 1. чехословачка лига 1960/61 | 26       | 17     | ФК Татран Прешов |
| 1. чехословачка лига 1961/62 | 24       | 9      | ФК Татран Прешов |
| 1. чехословачка лига 1962/63 | 26       | 11     | ФК Татран Прешов |
| 1. чехословачка лига 1963/64 | 26       | 21     | ФК Татран Прешов |
| 1. чехословачка лига 1964/65 | 19       | 3      | ФК Татран Прешов |
| 1. чехословачка лига 1965/66 | 4        | 0      | ФК Татран Прешов |
| УКУПНО                       | 347      | 165    |                  |